# نادي بينفايل
نادي بينفايل لكرة القدم (بالبرتغالية: Futebol Clube de Penafiel) هو ناد كرة قدم برتغالي من مدينة بينفايل. تأسس عام 1951.

## وصلات خارجية
- الموقع الرسمي